# Platyzosteria aterrima
Platyzosteria aterrima är en kackerlacksart som först beskrevs av Wilhelm Ferdinand Erichson 1842.  Platyzosteria aterrima ingår i släktet Platyzosteria och familjen storkackerlackor. Inga underarter finns listade i Catalogue of Life.